# Sarkophag von Simpelveld

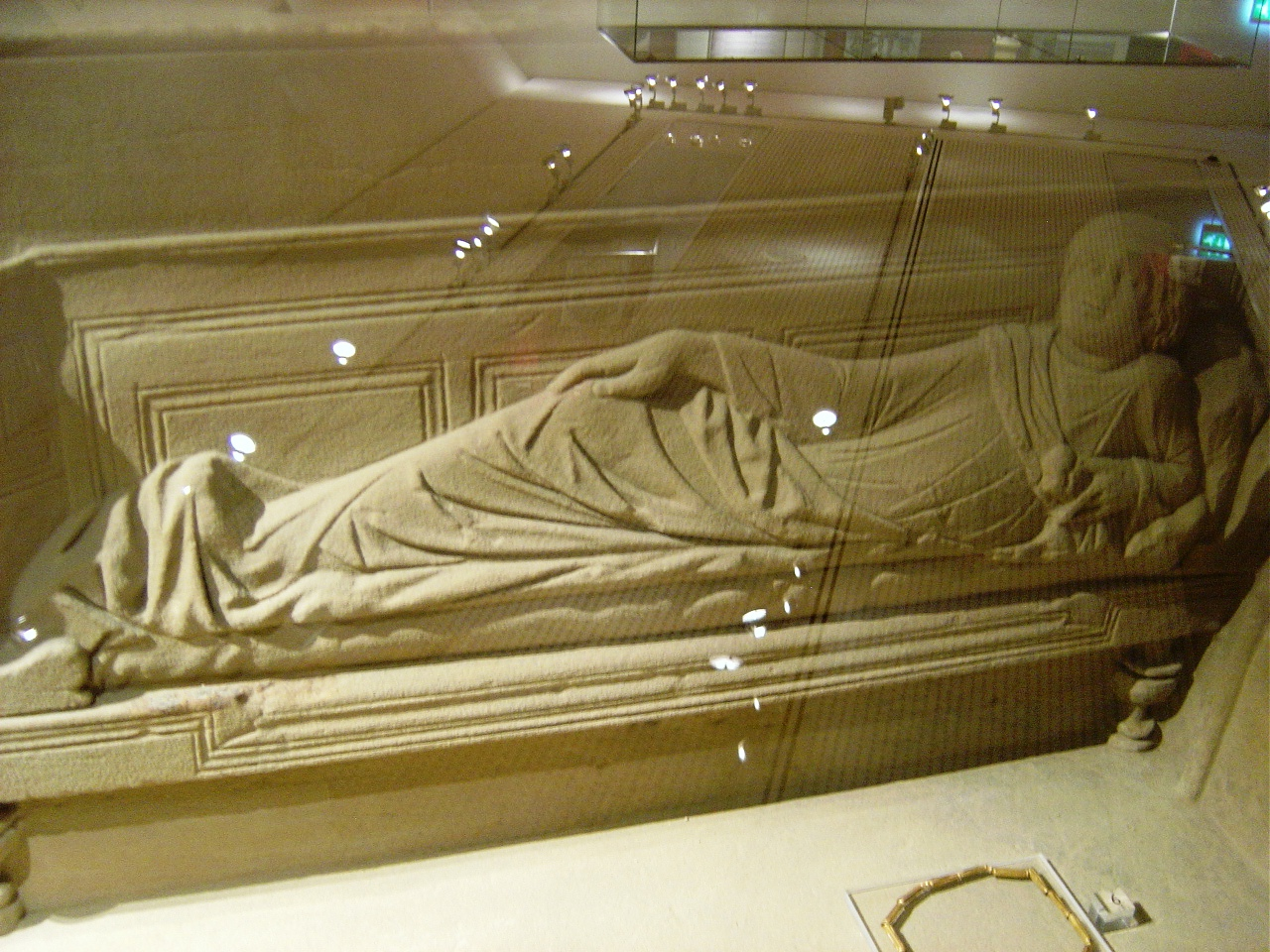
Innenansicht des Sarkophags von Simpelveld

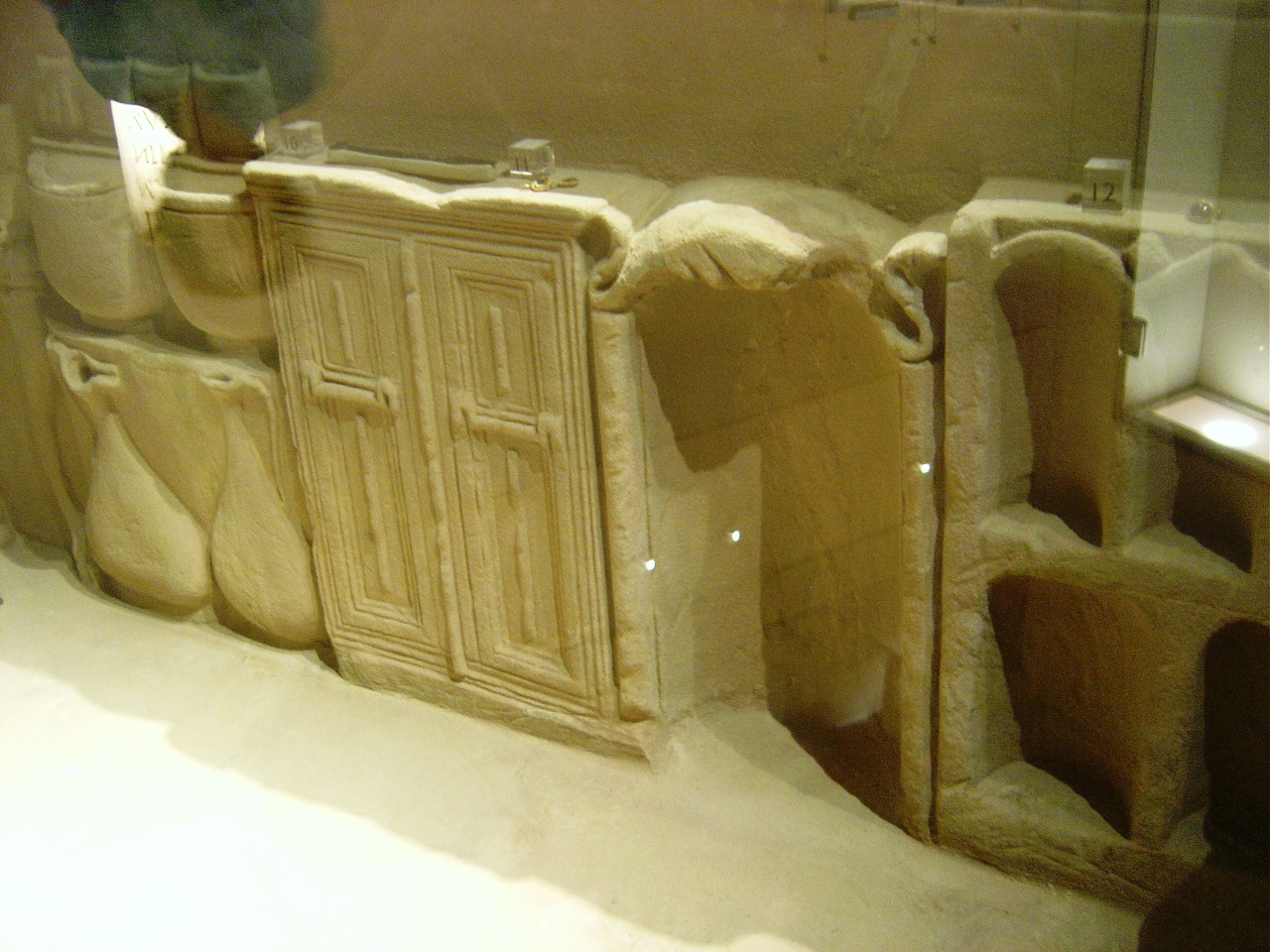
Innenansicht des Sarkophags von Simpelveld

Der Sarkophag von Simpelveld ist eine besonders reich ausgestattete Aschenkiste aus dem 2./3. Jahrhundert. Es handelt sich dabei um den einzigen bekannten Sonderfall eines römischen Sarkophags, der auf seiner Innenseite dekoriert ist.
Der Sarkophag wurde 1930 bei Bauarbeiten nahe einer römischen Villa rustica bei Simpelveld südlich von Heerlen (Niederlande) entdeckt. Nachdem der zuständige Archäologe Jan Hendrik Holwerda von dem Fund Kenntnis erhalten hatte, erkannte er die Einzigartigkeit des Objektes und bat die Vereniging Rembrandt um finanzielle Unterstützung für den Ankauf. Kurz darauf erwarb er den Sarkophag für das Rijksmuseum van Oudheden in Leiden (Inventarnummer I 1930/12.1).
Das Besondere an dem Sarkophag ist, dass die Innenseiten durchgehend mit einem detailgenauen Hochrelief dekoriert sind. Dargestellt ist ein mit Mobiliar und Alltagsgegenständen ausgestatteter Raum, in dem die Tote auf einer Bank ruht. Zum Inventar des Raumes gehören ein Korbstuhl, eine Garderobe, eine Kleidertruhe, ein Tisch mit Löwenfüßen, Regale mit rechteckigen Flaschen und Töpfen sowie Waschutensilien. Am Fußende der Bank ist ein horreum (Magazin, Getreidespeicher) nachgebildet, das die Verstorbene in einen landwirtschaftlichen Kontext setzt.
In dem Reliefinventar findet die römische Vorstellung vom Grab als Haus der Toten ihren künstlerischen Höhepunkt.
Der Steinsarg diente nicht dazu, den Körper der Verstorbenen aufzunehmen. Die Frau wurde nach damaligem römischem Ritus verbrannt und ihre Asche wurde darin deponiert. Demnach handelt es sich beim Sarkophag von Simpelveld nicht um einen Sarkophag, sondern um eine sogenannte Aschenkiste. Auf Grund der für eine Aschenkiste ungewöhnlichen Größe fand er jedoch als „Sarkophag von Simpelveld“ Eingang in die einschlägige Literatur.
Als weitere Grabbeigaben fanden sich in der Aschenkiste ein silberner Handspiegel, ein Balsamarium, eine schwarzengobierte Kanne sowie Schmuck einer Frau.